# Joel Douglas
Joel Douglas (Los Ángeles, 23 de enero de 1947) es un productor de cine estadounidense.
El segundo hijo de Kirk Douglas y Diana Douglas nació un día después del 24.º cumpleaños de su madre. Sus abuelos paternos eran inmigrantes judíos de Gómel, en Bielorrusia (en ese momento una parte del Imperio ruso). Su madre era de Devonshire, Bermudas; el abuelo materno de Douglas, el teniente coronel Thomas Melville Dill, sirvió como procurador general de Bermudas y fue comandante de la artillería de milicia de Bermudas.
Joel eligió no seguir a su padre y hermano mayor en la actuación, optando en su lugar por trabajar detrás de las cámaras, en la producción de varias películas a lo largo de los años 1970 y 80.
Gran parte del trabajo de Douglas se ha centrado en proyectos que involucraron a su familia, incluyendo actuar como coproductor en Romancing the Stone y The Jewel of the Nile, siendo ayudante de dirección en One Flew Over the Cuckoo's Nest y en 2003, en calidad de productor asociado en It Runs in the Family, que contó con Kirk, Michael y, el hijo de Michael, Cameron.
Joel Douglas se ha casado cuatro veces. Su primera esposa fue Susan Jorgensen con quien se casó en 1968. Se casó con Judith Corso en 1975, a continuación, con Patricia Reid-Douglas en 1986. Su más reciente boda fue con Jo Ann Savitt, con quien se casó el 2 de febrero de 2004, que duró hasta la muerte de Savitt el 21 de noviembre de 2013. Savitt era la hija del famoso director de orquesta Jan Savitt y su esposa Barbara Ann Stillwell Savitt, e hijastra del actor Steve Brodie, con quien su madre se volvió a casar. Esto hizo a Joel yerno de Jan Savitt.